# Temnaspis bifasciata
Temnaspis bifasciata es una especie de coleóptero de la familia Megalopodidae.

## Distribución geográfica
Habita en Malasia.